# 501
501 (DI) fue un año común comenzado en lunes del calendario juliano, en vigor en aquella fecha.
En el Imperio romano, el año fue nombrado el del consulado de Avieno y Pompeyo, o menos comúnmente, como el 1254 Ab urbe condita, adquiriendo su denominación como 501 al establecerse el anno Domini por el 525.
Es el primer año del siglo VI.

## Acontecimientos
- El rey Gundebaldo rompe su promesa de tributo y recupera su poder militar. Asedia a su hermano Godegisel en la ciudad de Vienne (Isére) y lo asesina en una iglesia arriana junto con el obispo. Logra conservar el reino burgundio (centro y sur de Francia) ante la arremetida de los merovingios. Ordena una codificación jurídica.[1]

- Los mayas están alcanzando su punto máximo de prosperidad económica. La civilización en Teotihuacán comienza a declinar y su gente está migrando a la ciudad maya más grande, Tikal , trayendo consigo ideas sobre armas y nuevas prácticas rituales.
- 5 de junio[2] - Ahkal Mo 'Naab' I (Chaaca l) asciende al trono en la ciudad maya de Palenque ( México ).

- El libro de medicina Sushruta Samhita se convierte en un clásico de la medicina en la India . El libro contiene descripciones de cirugías , enfermedades , plantas medicinales y un estudio detallado de anatomía (fecha aproximada).

- El papa Símaco, acusado de varios crímenes por autoridades seculares que apoyan a un oponente eclesiástico , afirma que el gobernante secular no tiene jurisdicción sobre él. Un sínodo celebrado en 502 confirmará esa opinión.

## Nacimientos
- Cosroes I

## Fallecimientos
- Eugenio de Cartago
- Godegisilo